# Glossina

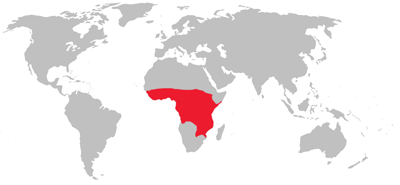
L'areale della mosca tse-tse

Glossina (Wiedemann, 1830) è un genere di insetti ditteri della famiglia dei Muscidi, cui appartengono molte specie anche note come mosche tse-tse, proprie delle regioni umide tropicali e subtropicali dell'Africa.
Le mosche tse-tse sono parassiti obbligati che vivono nutrendosi del sangue di animali vertebrati. Sono state ampiamente studiate a causa del loro ruolo nella trasmissione di malattie. Hanno un notevole impatto economico nell'Africa subsahariana come vettori biologici dei tripanosomi, che causano la malattia del sonno nell'uomo (malattia oggi piuttosto rara, con meno di 1000 casi dichiarati ogni anno all'Organizzazione Mondiale della Sanitá) e la tripanosomiasi animale.
Tali mosche possono essere distinte dalle altre grandi mosche per due caratteristiche facilmente osservabili: piegano completamente le ali quando riposano, in modo che un'ala poggi direttamente sopra l'altra sull'addome e hanno anche una lunga proboscide, che si estende direttamente in avanti ed è attaccata da un bulbo alla parte inferiore delle loro teste.
Mosche tse-tse fossilizzate sono state recuperate da Florissant Fossil Beds nel Colorado, risalenti a circa 34 milioni di anni fa. Sono note ventitré specie esistenti di mosche tse-tse dall'Africa.

## Origine e uso del nome
La parola tse-tse significa "volare" in tswana, una lingua bantu dell'Africa meridionale.
La parola è pronunciata "tseh-tseh" nelle lingue sotho ed è facilmente tradotta in altre lingue africane. Durante la seconda guerra mondiale, un aereo antisommergibile britannico de Havilland era conosciuto come "Tsetse" Mosquito.

## Descrizione
Le mosche tse-tse presentano tre forme dalle caratteristiche morfologiche parecchio differenti: larve di terzo stadio, pupe e adulti.
Le mosche tse-tse sono multivoltine e longeve, producendo in genere circa quattro nidiate all'anno e fino a 31 nidiate nel corso della loro vita. Le femmine danno alla luce 8-10 larve già completamente sviluppate che depongono tra i muschi o nelle anfrattuosità del terreno, dove subito si trasformano in pupe e, dopo circa un mese, in adulti.
Le mosche tse-tse si separano per la prima volta dalle loro madri durante il terzo stadio larvale, durante il quale hanno l'aspetto tipico di vermi. Questa fase della vita è breve, durando al massimo qualche ora e non viene quasi mai osservata al di fuori del laboratorio.
Successivamente le mosche sviluppano un involucro esterno duro (il "puparium"), trasformandosi in pupe: piccole, con guscio duro, oblunghe con due lobi distintivi, piccoli e scuri all'estremità della coda (per la respirazione). Le pupe tse-tse sono lunghe meno di 1 centimetro. All'interno del guscio pupariale, le tse-tse completano gli ultimi due stadi larvali e lo stadio pupale.
Alla fine dello stadio di pupa, le tse-tse emergono come mosche adulte. Gli adulti sono mosche relativamente grandi, della lunghezza di 0,5–1,5 centimetri, e hanno una forma riconoscibile, che le rende facilmente distinguibili dalle altre mosche: teste grandi, occhi nettamente separati e antenne insolite. Il torace è piuttosto grande, mentre l'addome è largo anziché allungato e più corto delle ali.
Sono provviste di un apparato boccale adatto a pungere e succhiare il sangue dei vertebrati, soprattutto mammiferi e uccelli, senza però disdegnare i rettili e occasionalmente addirittura i pesci.
Quattro caratteristiche principali caratterizzano le mosche tse-tse adulti rispetto agli altri tipi di mosche:
| Proboscide                     | Proboscide distinta, struttura lunga e sottile attaccata alla parte inferiore della testa e rivolta in avanti.         | Una fotografia della testa di una tse-tse che mostra la proboscide rivolta in avanti                   |
| Ali piegate                    | Quando sono a riposo, le tse-tse piegano completamente le ali una sopra l'altra.                                       | Una fotografia dell'intero corpo di una tse-tse che illustra le ali piegate quando è a riposo          |
| Cella discale media ad accetta | La cella discale mediale ("media") dell'ala ha una caratteristica forma ad ascia che ricorda una mannaia o un'accetta. | Una fotografia dell'ala di una tse-tse che mostra la cella centrale a forma di ascia                   |
| Arista con peli ramificati     | Le antenne hanno ariste con peli a loro volta ramificati.                                                              | Fotografia e schema della testa di una tse-tse che mostrano i peli ramificati dell'arista dell'antenna |

### Anatomia

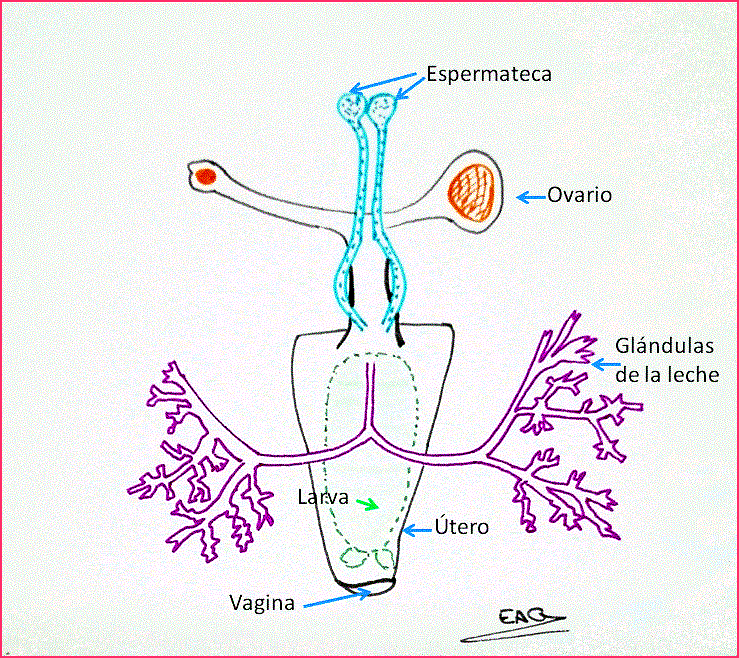
Anatomia dell'apparato riproduttivo di una mosca tse-tse.

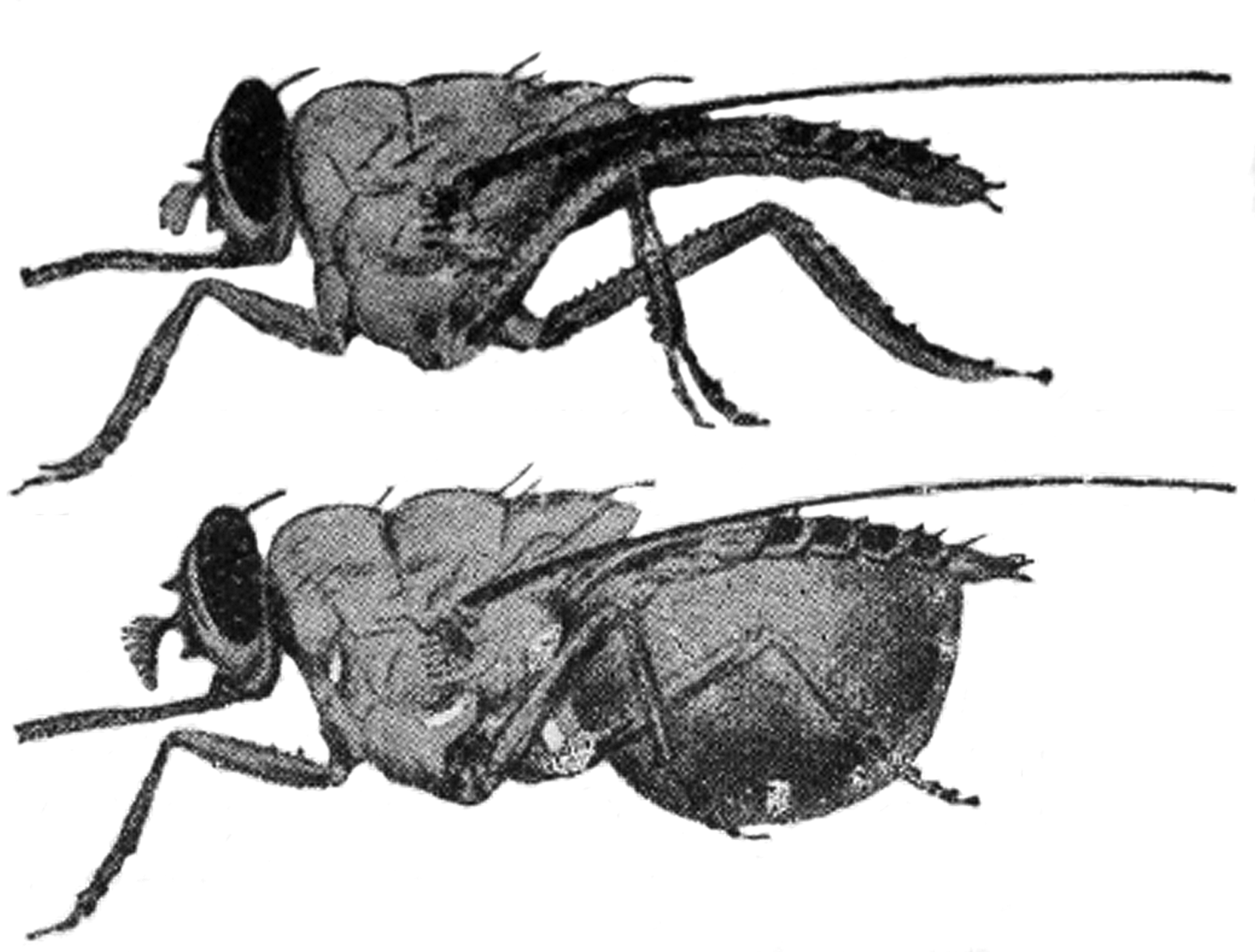
Glossina palpalis a digiuno (sopra) e con addome rigonfio dopo il pasto di sangue

Come tutti gli altri insetti, le mosche tse-tse hanno un corpo adulto composto da tre parti visibilmente distinte: la testa, il torace e l'addome.
La testa ha grandi occhi, nettamente separati su ciascun lato, e una distinta proboscide rivolta in avanti attaccata al di sotto da un grande bulbo. Il torace è grande, formato da tre segmenti fusi. Tre paia di zampe sono attaccate al torace, così come due ali e due bilancieri. L'addome è corto ma largo e cambia drasticamente di volume durante l'alimentazione.
L'anatomia interna della mosca tse-tse è abbastanza tipica degli insetti. Il gozzo è abbastanza grande da potere allargarsi parecchio durante il pasto di sangue, per cui le tse-tse possono assumere un pasto di sangue uguale al loro stesso peso. Il gozzo dei ditteri è molto poco studiato e Glossina è uno dei pochi generi con informazioni relativamente buone disponibili. Il tratto riproduttivo delle femmine adulte comprende un utero che può diventare abbastanza grande da contenere la larva di terzo stadio alla fine di ogni gravidanza.
La maggior parte delle mosche tse-tse è fisicamente molto resistente. Le mosche domestiche vengono facilmente uccise con uno scacciamosche, mentre è necessario un grande sforzo per schiacciare una mosca tse-tse.

### Ciclo di vita

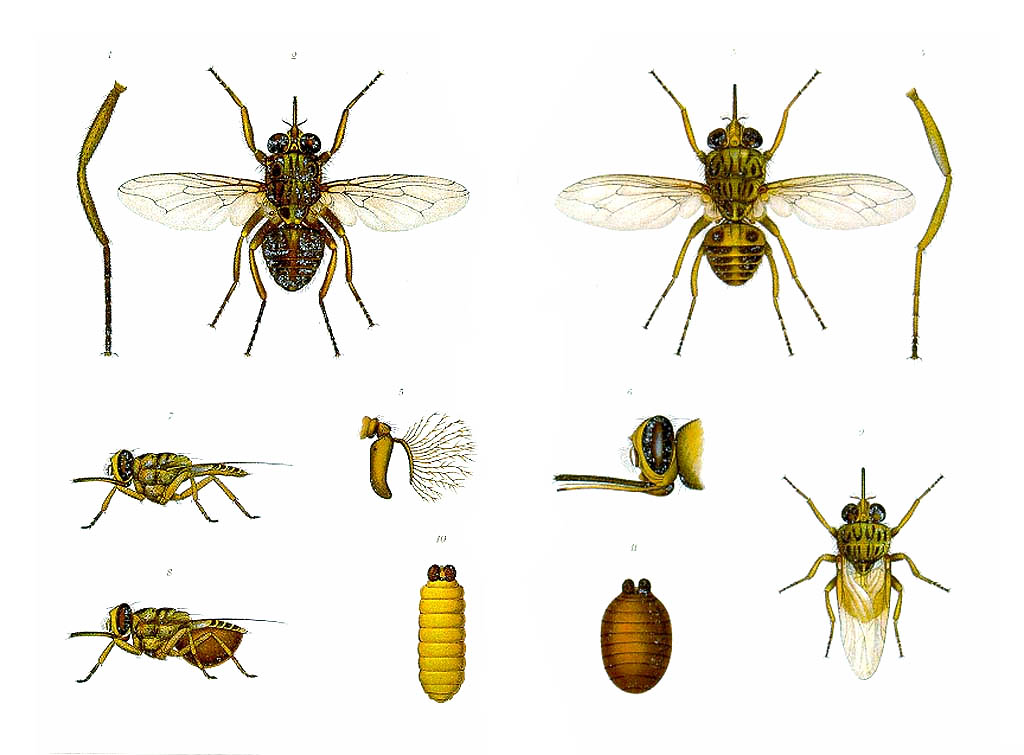
Fasi del ciclo di vita di Glossina palpalis e G. morsitans.

Le mosche tse-tse hanno un ciclo di vita insolito, che potrebbe essere dovuto alla ricchezza della loro fonte di cibo. Una femmina feconda solo un uovo alla volta e trattiene ogni uovo all'interno del suo utero per far sì che la prole si sviluppi internamente durante i primi tre stadi larvali, un metodo chiamato viviparità adenotrofica. Durante questo periodo, la femmina nutre la prole in via di sviluppo con una sostanza lattiginosa secreta da una ghiandola modificata nell'utero. Nel terzo stadio larvale, la larva tse-tse lascia l'utero e inizia la sua vita indipendente. La larva tse-tse appena indipendente striscia nel terreno e sviluppa un guscio esterno duro, in cui completa la sua trasformazione morfologica in mosca adulta.
Lo stadio di vita larvale ha una durata variabile, generalmente da 20 a 30 giorni, e la larva deve fare affidamento sulle risorse immagazzinate durante questo periodo. Tutto lo sviluppo della mosca tse-tse, prima di arrivare allo stadio di adulto completo, avviene senza alimentazione, basato solo sulle risorse nutritive fornite dalla madre. La femmina deve dunque ottenere energia sufficiente per i suoi bisogni, per i bisogni della sua prole in via di sviluppo e per le risorse immagazzinate che la sua prole avrà bisogno fino a quando non emergerà come adulta.

### Genetica
Il genoma di Glossina morsitans è stato sequenziato nel 2014.

### Simbionti
Le mosche tse-tse hanno almeno tre simbionti batterici noti. Il simbionte primario è Wigglesworthia (Wigglesworthia glossinidia, all'interno dei batteriociti della mosca), il simbionte secondario è Sodalis (Sodalis glossinidius, a livello intercellulare o intracellulare), e il terzo è una specie di Wolbachia.

## Sistematica
Le mosche tse-tse appartengono all'ordine Diptera, superfamiglia Hippoboscoidea e famiglia Glossinidae, che è una delle quattro famiglie di parassiti obbligati che si nutrono di sangue.
Sono note fino a 34 specie e sottospecie di mosca tse-tse, a seconda della particolare classificazione utilizzata.
Tutte le classificazioni attuali collocano tutte le specie tse-tse in un unico genere chiamato "Glossina". La maggior parte delle classificazioni colloca questo genere come unico membro della famiglia Glossinidae. I Glossinidae sono generalmente collocati all'interno della superfamiglia Hippoboscoidea, che contiene altre famiglie ematofaghe.

### Specie
Il genere Glossina è tipicamente diviso in tre gruppi di specie, in base alla distribuzione geografica, al comportamento e alla morfologia:

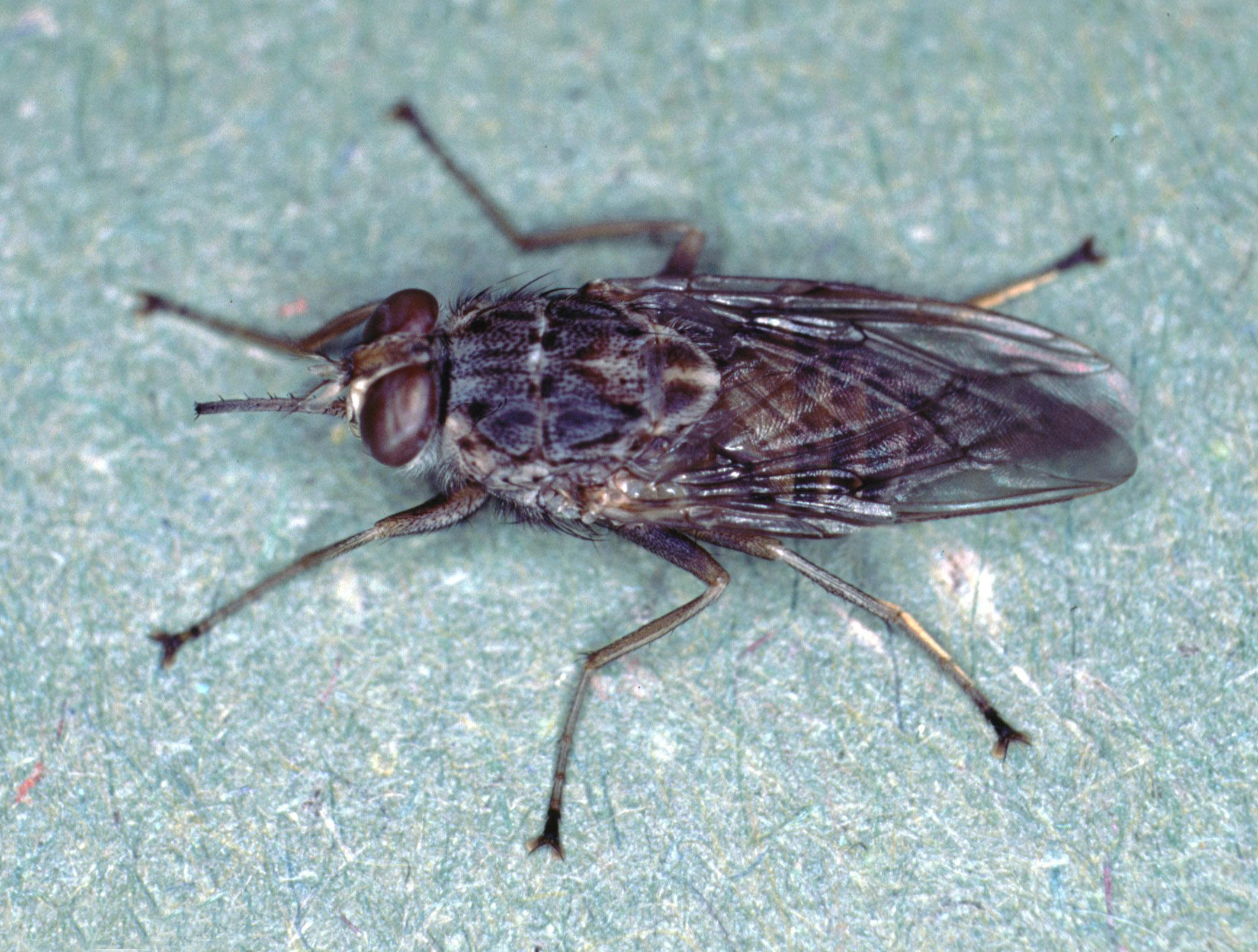
Glossina morsitans trasmette il Trypanosoma brucei rhodesiense, agente della malattia detta nagana

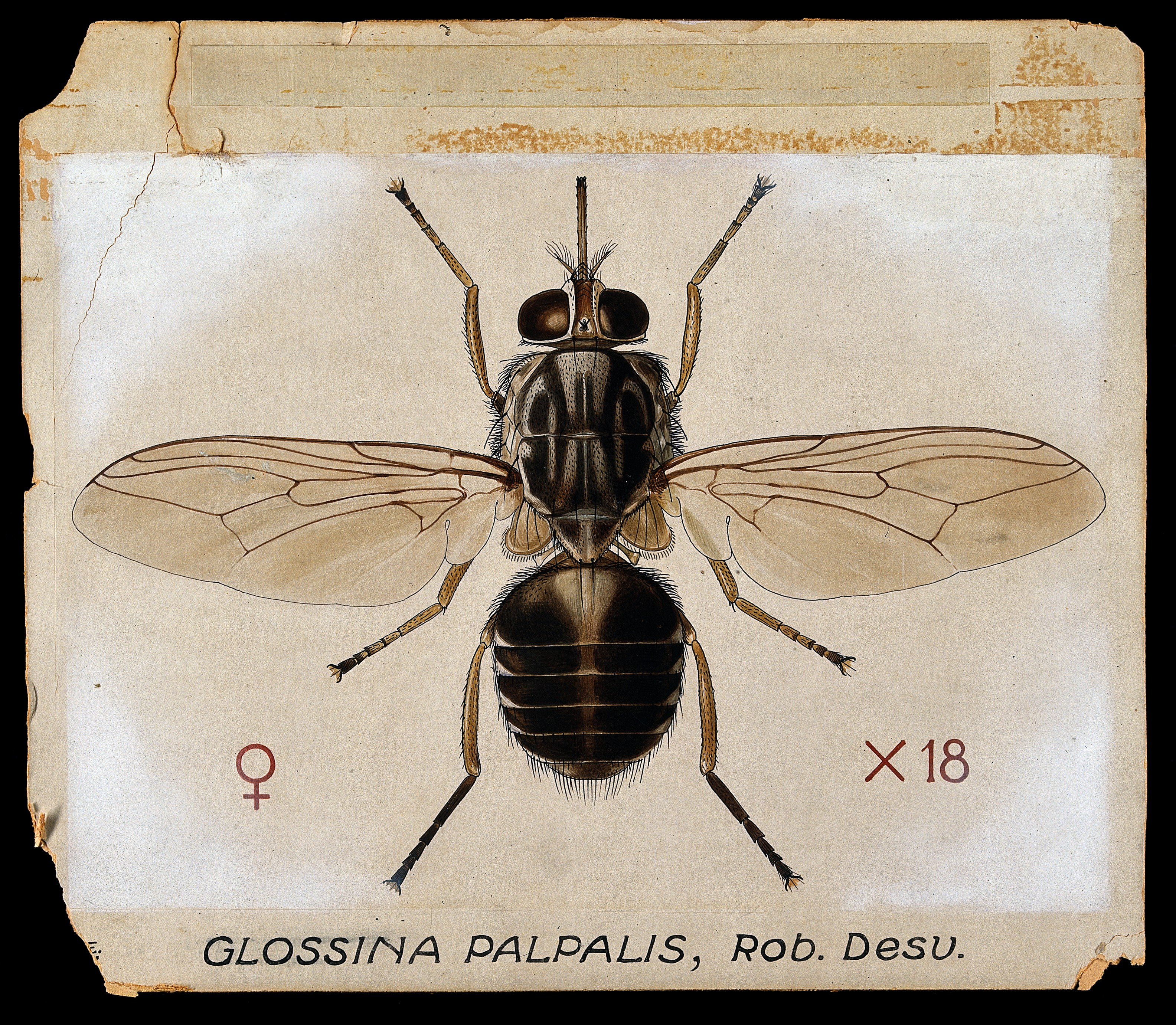
Glossina palpalis trasmette all'uomo il Trypanosoma brucei gambiense, agente della malattia del sonno

- Gruppo morsitans (mosche tsé-tsé della savana)
  - Glossina austeni (Newstead, 1912)
  - Glossina longipalpis (Wiedemann, 1830)
  - Glossina morsitans (Wiedemann, 1850)
    - Glossina morsitans morsitans (Wiedemann, 1850)
    - Glossina morsitans centralis (Machado, 1970)
    - Glossina morsitans submorsitans (Newstead, 1911)

  - Glossina pallidipes (Austen, 1903)
  - Glossina swynnertoni (Austen, 1923)
- Gruppo fusca (mosche tsé-tsé boschive)
  - Glossina brevipalpis (Newstead, 1911)
  - Glossina fusca (Walker, 1849)
    - Glossina fusca fusca (Walker, 1849)
    - Glossina fusca congolensis (Newstead and Evans, 1921)

  - Glossina fuscipleuris (Austen, 1911)
  - Glossina frezili (Gouteux, 1987)[18]
  - Glossina haningtoni (Newstead and Evans, 1922)
  - Glossina longipennis (Corti, 1895)
  - Glossina medicorum (Austen, 1911)
  - Glossina nashi (Potts,1955)
  - Glossina nigrofusca (Newstead, 1911)
    - Glossina nigrofusca nigrofusca (Newstead, 1911)
    - Glossina nigrofusca hopkinsi (Van Emden, 1944)

  - Glossina severini (Newstead, 1913)
  - Glossina schwetzi (Newstead and Evans, 1921)
  - Glossina tabaniformis (Westwood, 1850)
  - Glossina vanhoofi (Henrard, 1952)
- Gruppo palpalis (mosche tsé-tsé fluviali)
  - Glossina caliginea (Austen, 1911)
  - Glossina fuscipes (Newstead, 1911)
    - Glossina fuscipes fuscipes (Newstead, 1911)
    - Glossina fuscipes martinii (Zumpt, 1935)
    - Glossina fuscipes quanzensis (Pires, 1948)

  - Glossina pallicera (Bigot, 1891)
    - Glossina pallicera pallicera (Bigot, 1891)
    - Glossina pallicera newsteadi (Austen, 1929)

  - Glossina palpalis (Robineau-Desvoidy, 1830)
    - Glossina palpalis palpalis (Robineau-Desvoidy, 1830)
    - Glossina palpalis gambiensis (Vanderplank, 1911)

  - Glossina tachinoides (Westwood, 1850)

## Pericolosità per l'uomo

Numero di morti su 100.000 individui per la malattia del sonno nel 2002 (fonte:).

Le mosche del genere Glossina possono trasmettere pericolosi protozoi parassiti del gruppo dei tripanosomi (principalmente Trypanosoma brucei gambiense e Trypanosoma brucei rhodesiense) che provocano nell'essere umano la malattia del sonno, mietendo circa 10 000 vittime l'anno.

## Ospiti e vettori di malattia
Le tripanosomiasi portate dalle mosche colpiscono varie specie di vertebrati, compreso l'uomo, quali: bovini, cammelli, pecore, oche e maiali. Queste malattie sono causate da differenti specie di tripanosomi che possono sopravvivere anche in animali selvatici come coccodrilli e lucertole. Le malattie hanno una diversa distribuzione nel continente africano. La tabella che segue riassume queste informazioni:
| Malattia                           | Specie colpite                                                                                | Agenti Trypanosoma    | Distribuzione      | Vettori Glossina |
| ---------------------------------- | --------------------------------------------------------------------------------------------- | --------------------- | ------------------ | --- |
| Malattia del sonno — forma cronica | uomo                                                                                          | T. brucei gambiense   | Africa Occidentale | G. palpalis G. tachinoides G. fuscipes G. morsitans                                                                               |
| Malattia del sonno — forma acuta   | uomo                                                                                          | T. brucei rhodesiense | Africa Orientale   | G. morsitans G. swynnertoni G. pallidipes G. fuscipes                                                                             |
| Nagana — forma acuta               | antilope bovini cammelli cavalli                                                              | T. brucei brucei      | Africa             | G. morsitans G. swynnertoni G. pallidipes G. palpalis G. tachinoides G. fuscipes                                                  |
| Nagana — forma cronica             | bovini cammelli cavalli                                                                       | T. congolense         | Africa             | G. palpalis G. morsitans G. austeni G. swynnertoni G. pallidipes G. longipalpis G. tachinoides G. brevipalpis                     |
| Nagana — forma acuta               | maiali domestici bovini cammelli cavalli                                                      | T. simiae             | Africa             | G. palpalis G. fuscipes G. morsitans G. tachinoides G. longipalpis G. fusca G. tabaniformis G. brevipalpis G. vanhoofi G. austeni |
| Nagana — forma acuta               | bovini cammelli cavalli                                                                       | T. vivax              | Africa             | G. morsitans G. palpalis G. tachinoides G. swynnertoni G. pallidipes G. austeni G. vanhoofi G. longipalpis                        |
| Surra — forma cronica              | suini domestici facoceri (Phacochoerus aethiopicus) facoceri della foresta (Hylochoerus spp.) | T. suis               | Africa             | G. palpalis G. fuscipes G. morsitans G. tachinoides G. longipalpis G. fusca G. tabaniformis G. brevipalpis G. vanhoofi G. austeni |